# Motueka Island
Motueka Island, auch als Pigeon Island bekannt, ist eine Insel im Norden der Nordinsel von Neuseeland.

## Geographie
Motueka Island befindet sich an der Ostküste der Coromandel Peninsula, östlich der Mercury Bay und rund 17,5 km östliche von Whitianga. Die Entfernung bis zur Küste, an der in südwestlicher Richtung Cathedral Cove zu finden ist, sind es rund 1,18 km. Die Insel besitzt bei einer Fläche von rund 6,8 Hektar eine Länge von 475 m in Ost-West-Richtung und eine maximale Breite von rund 205 m in Nord-Süd-Richtung. Die höchste Ergebung ist mit 66 m auf der westlichen Seite der Insel zu finden. Zur westlich liegenden Nachbarinsel Poikeke Island können die rund 170 m bei ablaufendem Wasser trockenen Fußes zurückgelegt werden.
Mahurangi Island ist die nächstgrößere Insel an der Küste. Sie befindet sich rund 1,6 km in südöstlicher Richtung.

## Geologie
Die Insel besteht aus Rhyolith-Gestein und stellt den Überrest eines Lavadom eines ehemaligen Vulkans dar. Es könnte sein, dass die Überreste des Lavadoms der Nachbarinsel Poikeke Island dem gleichen Lavadom wir von Mahurangi Island entstammen.